# Vernon Davis
Vernon Leonard Davis (født 31. januar 1984 i Washington D.C., USA) er en amerikansk footballspiller, der spiller i NFL som tight end for Washington Redskins. Han spillede i ti sæsoner i San Francisco 49ers, fra han kom ind i ligaen i 2006 frem til 2015, hvor han skiftede til Denver Broncos med hvilken klub, han vandt Super Bowl 50 i 2015. Derefter flyttede han videre til Redskins.

## Klubber
- 2006-2015: San Francisco 49ers
- 2015: Denver Broncos
- 2016-:Washington Redskins